# Elsa Bordier
Pour les articles homonymes, voir Bordier.
Elsa Bordier est une scénariste de bande dessinée française née le 21 août 1986 en Ille-et-Vilaine.

## Biographie
Née près de Rennes, Elsa Bordier entame des études en communication puis elle exerce le métier de libraire, tout en écrivant dans des médias comme 9èmeArt.fr, ZOO, Madmoizelle.com. L'autrice se déclare « très influencée par la littérature asiatique, surtout japonaise » et elle est marquée par Jolies Ténèbres de Fabien Vehlmann et Kerascoët.
Elle participe à l'album collectif Doggybags (tome 12), publié en septembre 2016 par Ankama Éditions,. Elle renoue une collaboration avec l'éditeur pour Midnight Tales, d'abord dans le premier volume, paru en 2018, où elle signe la nouvelle Avant la tempête, ; ensuite dans le troisième volume, publié en 2019, qu'elle co-scénarise : Parasites, dessinée par Thomas Rouzière.
Elle s'associe avec Sanoe, écrivant pour elle le scénario de La Grande Ourse, sa première bande dessinée qui est publiée en 2017 (Soleil Productions). Il s'agit d'un « conte fantastique » sur le deuil, bien accueilli par BDZoom et plutôt froidement sur BoDoï et BD Gest'.
En 2019, de nouveau avec Sanoe au dessin, elle signe Les Contes d'Alombrar, premier volume de la série Maléfices chez l'éditeur Jungle. Lors du festival Du vent dans les BD, l'ouvrage est primé dans la catégorie jeunesse.
En 2024 paraît le premier tome de la série BD jeunesse La Forêt de Louison, avec Stéphanie Rubini au dessin : Le mercredi, c'est magique !. Pour Télérama : « Dans ces histoires courtes pétillantes de vie, tout est permis, comme escalader un chêne magique, s’introduire chez un écureuil kleptomane ou négocier avec une famille de blaireaux. Avec son dessin très vivant, héritier de celui de Tom-Tom et Nana, Stéphanie Rubini répond parfaitement aux facéties scénaristiques d’Elsa Bordier qui semble, comme ses jeunes héros, se nourrir d’univers imaginaires toujours renouvelés ».

## Œuvres
- La Grande ourse, dessin de Sanoe, Soleil Productions, coll. « Métamorphoses », 2017  (ISBN 978-2-302-06392-1)
- Maléfices, dessin de Sanoe, éd. Jungle

1. Les Contes d'Alombrar, 2019  (ISBN 978-2-8222-2604-2)

- Les tomates volantes, avec Élodie Shanta, Éditions Goater, 2019  (ISBN 979-10-97465-21-6)
- La Chevaleresse, avec Titouan Beaulin, Jungle, 2022
- Les légendes du désert, avec Sanoe, Jungle, 2022
- Léonie, avec Élodie Shanta, Nathan

1. Léonie et les scarabées, 2022
2. Léonie : coquillages et crustacés, 2023

- Les Oubliées, dessin et scénario Hugo Decraene, scénario Elsa Bordier, Kinaye, 2024
- La forêt de Louison, dessin de Stéphanie Rubini, BD Kids

1. Le mercredi, c'est magique ! , 2024

## Récompenses
- 2020 : prix Du vent dans les BD, catégorie jeunesse destinée au 8-11 ans, pour Maléfices, avec Sanoe[12].